# Zjawisko polityczne
Zjawisko polityczne – podmiot, którym może być jednostka, grupa lub organizacja, jego zachowania oraz dające się wyodrębnić z rzeczywistości politycznej wytwory tych zachowań - fakty, zdarzenia, stany, interakcje. Zjawiska polityczne współtworzą sferę polityki, nadając jej dynamikę; same również podlegają przekształceniom i modyfikacjom.
Współwyznacza treść, przebieg i rezultaty zachowań i działań podmiotów polityki, realizujących swoje potrzeby i interesy, bezpośrednio lub pośrednio związane ze sprawowaniem władzy politycznej i wpływaniem na nią. Są zarówno elementami współtworzącymi różnorakie procesy polityczne, jak i ich rezultatami, które uruchamiają kolejne fazy procesów lub nowe procesy.
Stanowią pewną całość złożoną z elementów życia politycznego:
- w płaszczyźnie instytucjonalno-normatywnej - podmioty polityki, instytucje polityczne, reguły i normy polityczne, określające sposoby ich funkcjonowania i wzajemne stosunki;
- w płaszczyźnie świadomościowej - manifestowane w różny sposób postawy polityczne;
- w płaszczyźnie behawioralnej - publiczne zachowania i działania poszczególnych podmiotów, w których przejawiają się ich cele, emocje wartości, idee, oceny i motywacje; zachowania te wywierają pewien wpływ na działania innych podmiotów i powodują zmiany w otoczeniu społecznym.